# Ray Galletti
Ray Galletti (Montréal, Québec, 21 de Julho de 1974) é um ator canadense.

## Filmografia

### Televisão
- 2009 Smallville como Steve Lombard
- 2007 Connected como David
- 2007 Saints & Sinners como Mike Brady
- 2006 Desire como Richard Barrett
- 2004 The Collector como Pierre
- 2003 Stargate SG-1 como Peter DeLouise
- 2003 The Twilight Zone como Brad
- 2002 Andromeda como Kemp
- 2002 Jeremiah como Clete
- 2001 Night Visions como Steve Thorne
- 1998 Welcome to Paradox como Earl
- 1998 The New Addams Family como Harvey

### Cinema
- 2008 The Art of War II: Betrayal como Matt Sanders
- 2005 Josephine? como Shaun
- 2004 Lucky Stars como Rick
- 2003 The Core como Paul
- 2003 Jam Space como Jim
- 2001 MVP: Most Vertical Primate como Max Brady
- 2000 MVP: Most Valuable Primate como Magoo